# Czernica (dopływ Skrwy)
Czernica – struga, prawy dopływ Skrwy o długości 18,7 km. 
Struga wypływa z Jeziora Świętego w Skępem i płynie w kierunku południowo-wschodnim. Uchodzi do Skrwy w okolicy wsi Malanowo Stare w powiecie sierpeckim. Jej bieg pokrywa się po części z granicą pomiędzy województwami: mazowieckim i kujawsko-pomorskim.